# 지하호

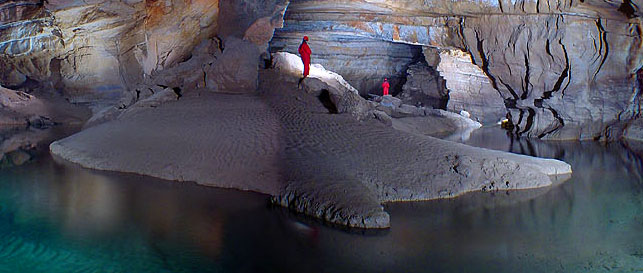
지하호

지하호(地下湖)는 지구 표면 아래에 잇는 호수이다. 이 호수는 일반적으로 동굴, 샘 등으로 연결되어 있다. 이 물은 일반적으로 염분이 낮다.

## 같이 보기
- 지하강